# Большеройское сельское поселение
Большеройское сельское поселение — муниципальное образование в Уржумском районе Кировской области.
Административный центр — село Большой Рой.

## История
Большеройское сельское поселение образовано 1 января 2006 года согласно Закону Кировской области от 07.12.2004 № 284-ЗО.

## Население
| 2010 | 2011  | 2012 | 2013 | 2014 | 2015 | 2016 |
| ---- | ----- | ---- | ---- | ---- | ---- | ---- |
| 1020 | →1020 | ↘992 | ↘958 | ↘937 | ↘900 | ↘876 |
| 2017 | 2018  | 2019 | 2020 | 2021 |      |      |
| ↘862 | ↘830  | ↘809 | ↘775 | ↘716 |      |      |

## Состав
| № | Населённый пункт | Тип населённого пункта       | Население |
| - | ---------------- | ---------------------------- | --------- |
| 1 | Большой Рой      | село, административный центр | 617       |
| 2 | Воробьи          | деревня                      | 5         |
| 3 | Манкинерь        | деревня                      | 158       |
| 4 | Сосновка         | деревня                      | 33        |
| 5 | Танабаево        | деревня                      | 189       |
| 6 | Шишкино          | деревня                      | 18        |

## Известные уроженцы
- Палладий (в миру — Павел Александрович Шерстенников; 1896—1976) — епископ Русской православной церкви, митрополит Орловский и Брянский.